# Стереоселективність
Сте́реоселекти́вність (англ. stereoselectivity) — переважне, вибіркове утворення в хімічній реакції одного стереоізомера серед інших можливих. Реакція може бути стереоселективною (100 %), якщо така вибірковість є повною, або частково стереоселективною (х %), якщо переважаючим є один продукт. Коли стереоізомери є енантіомерами, цей феномен називається енантіоселективністю і кількісно виражається надлишком енантіомера. Коли вони є діастереоізомерами, це називається діастереоселективністю і кількісно виражається надлишком діастереоізомера.